# Antennatus duescus
Antennatus duescus es una especie de pez del género Antennatus, familia Antennariidae. Fue descrita científicamente por Snyder en 1904.
Se distribuye por el Océano Pacífico: islas de Hawái; Indonesia, Papúa Nueva Guinea y Nueva Caledonia. La longitud estándar (SL) es de 3 centímetros. Especie bentónica que puede alcanzar los 137 metros de profundidad.
Está clasificada como una especie marina inofensiva para el ser humano.